# Dendropsophus yaracuyanus
Dendropsophus yaracuyanus es una especie de anfibios de la familia Hylidae. Es endémica de Venezuela.
Sus hábitats naturales incluyen montanos secos, ríos, marismas de agua dulce y corrientes intermitentes de agua. Está amenazada de extinción por la destrucción de su hábitat natural.